# Gatenzaag

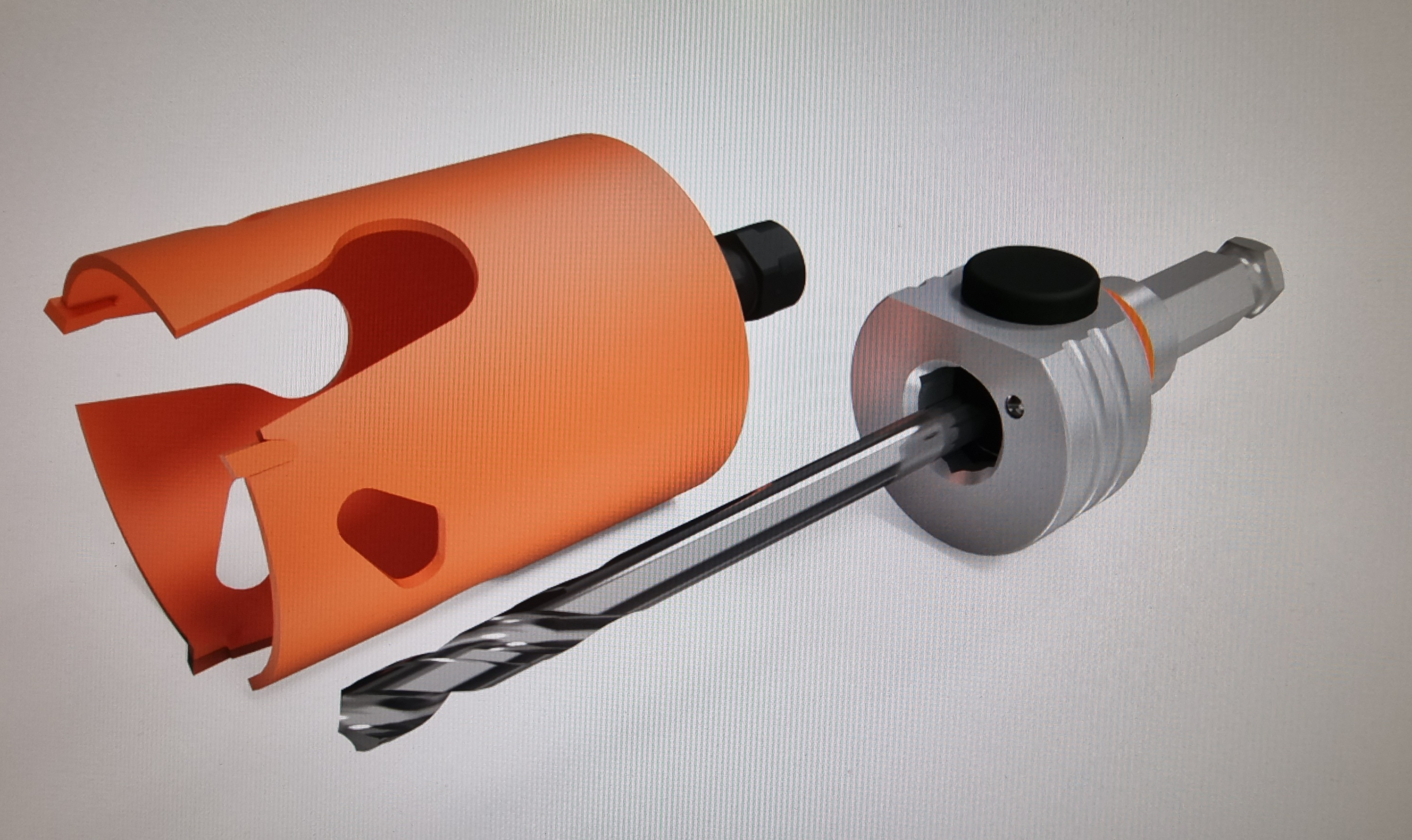
TCT wolfraamcarbide gatzaag met houder

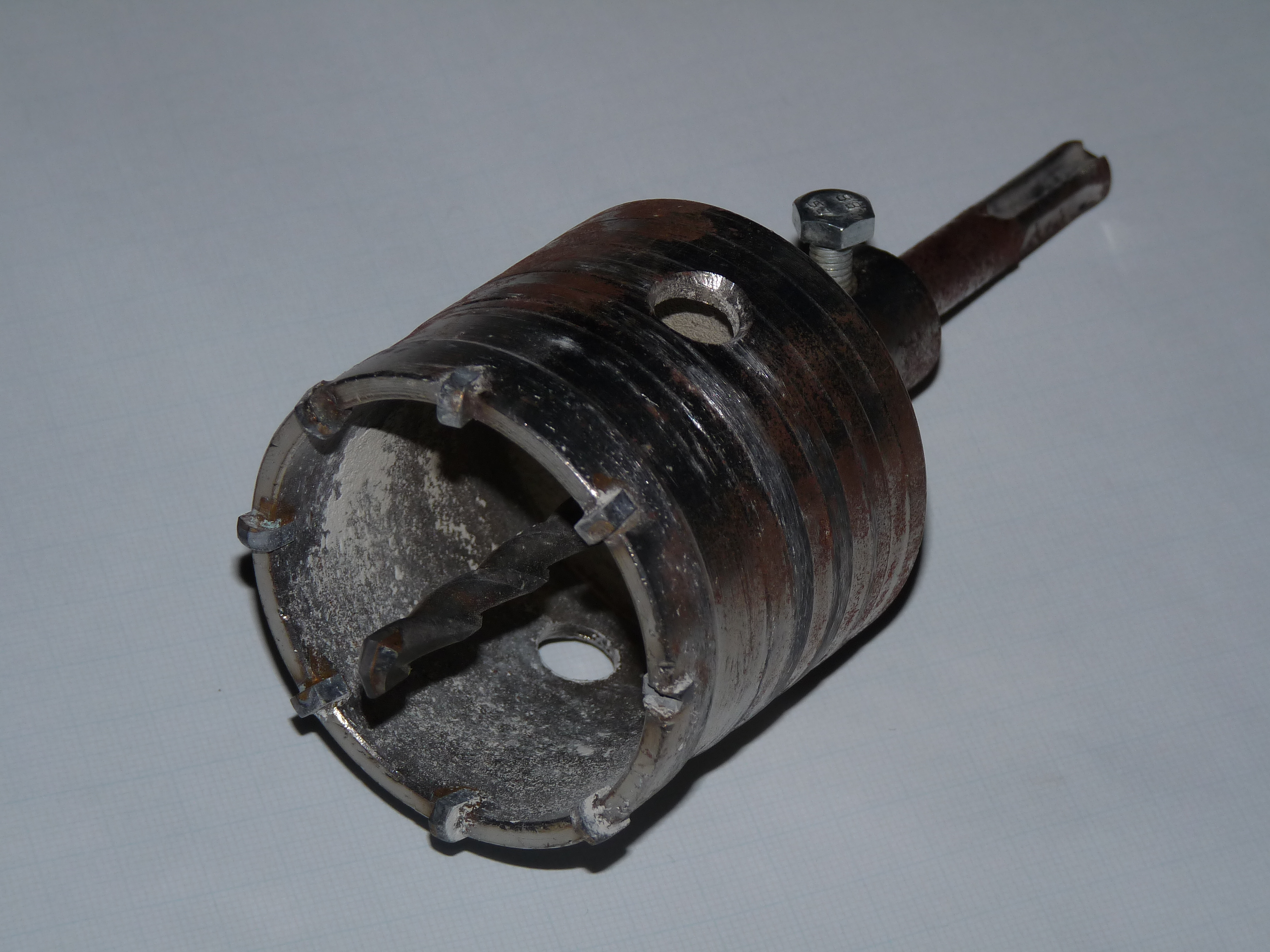
Een gatenzaag met vaste diameter met geharde tanden, om gaten in steen te kunnen zagen

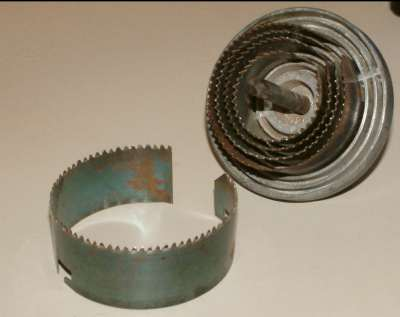
Een zevengatenzaag. Een zaagblad is uit de houder genomen zodat de bajonetsluiting is te zien.

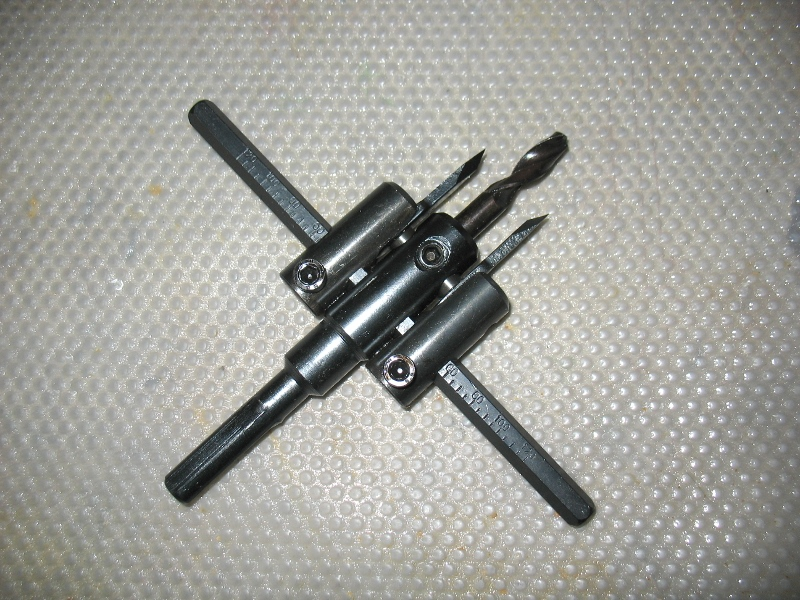
Een 'ballerina': gatenzaag met variabele diameter en twee snijbeiteltjes

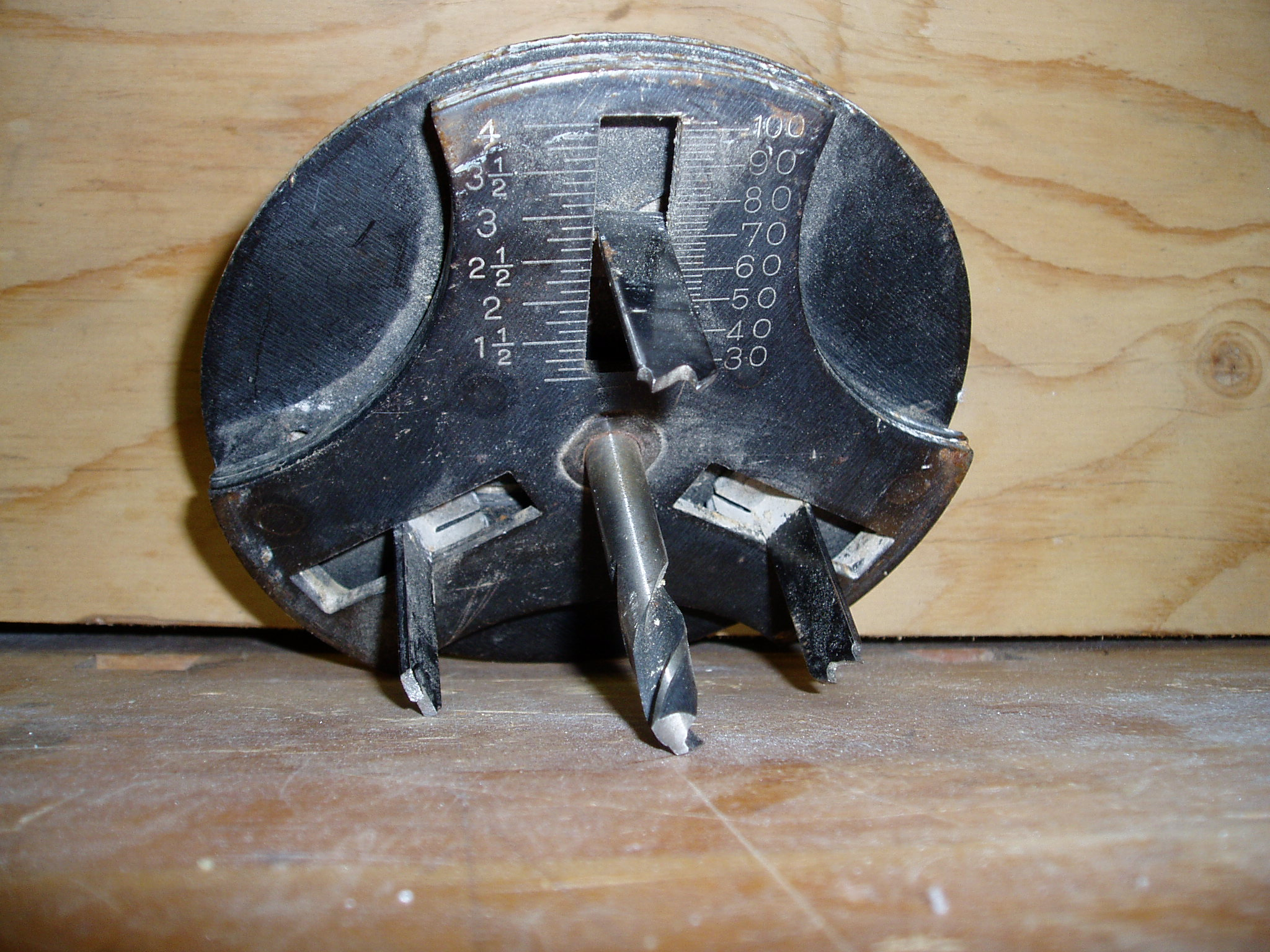
Een gatenzaag met variabele diameter en drie zaagsegmentjes

Een gatenzaag (ook wel een gatzaag of klokboor genoemd) is een hulpmiddel om grote gaten te maken, groter dan met een boor mogelijk is. Terwijl een boor alle materiaal uit het gat verspaant tot zaagsel, laat de gatenzaag een ronde schijf achter, met in het midden een gat. Doordat deze schijf niet geheel verspaand wordt, gaat het maken van een gat met een gatenzaag sneller en kost het veel minder energie dan bij gebruik van een boor van dezelfde diameter.
De gatenzaag is een zaag die cirkelvormig gebogen is en vastzit aan een schijf. In het midden daarvan is een centreerboor aangebracht die uitsteekt tot boven het oppervlak van de zaagtanden. De schacht van de boor, aan de andere kant, wordt in de boorhouder van een boormachine geplaatst. Vanwege de grote diameter moet een boormachine worden gebruikt met een laag toerental en een hoog koppel. Niet iedere boormachine is dan ook bruikbaar. 
Tijdens het gebruik zorgt de vooruitstekende centreerboor voor geleiding. Deze maakt een klein gat in het midden nog voordat de tanden aan de omtrek van de zaag in contact komen met het materiaal. Van belang is dat alle tanden gelijktijdig het materiaaloppervlak raken. Soms is het materiaal te dik om een volledig gat te zagen. De boor reikt echter dieper en heeft vaak wel al een doorgaand gat gemaakt. Hierdoor kan men kan vanaf de andere kant verdergaan. Deze werkwijze levert bovendien een netter gat op. 
Soms worden gatenzagen opzettelijk voorzien van tanden op ongelijke onderlinge afstand. Dat is gedaan om te voorkomen dat er in het werkstuk op regelmatige afstand kuiltjes ontstaan waarin dan alle tanden telkens tegelijk blijven steken, waardoor de machine kan blokkeren. Als de afstand tussen de tanden steeds iets anders is, gebeurt het zagen veel gelijkmatiger.
Als een gatenzaag wordt gebruikt in een machine die de zaag en het werkstuk goed op hun plaats kan houden, dan is de centreerboor niet per se nodig. Een gatenzaag waarbij die centreerboor ontbreekt, wordt een kernboor genoemd.

## Verschillende typen
Er bestaan grofweg drie verschillende typen gatenzagen:
- Gatenzagen met een vaste diameter. Daarbij vormen zaag en schijf één geheel. Dergelijke zagen zijn robuuster dan de andere soorten, maar het nadeel is dat er voor iedere diameter een andere zaag nodig is. Ze worden vooral door vaklieden gebruikt, die vaak gaten van dezelfde diameter moeten zagen, bijvoorbeeld voor doorvoeren van een regenpijp bij een goot en gaten in een muur voor lasdozen.
Een puntlasfrees is een speciale variant op dit type gatenzaag. Deze heeft geen centrale boor maar een inverende scherpe punt, waardoor er geen gat in het werkstuk wordt geboord.
- Gatenzagen met een set van meerdere zagen met verschillende diameters. Meestal zijn het zeven zagen; daarom spreekt men ook wel van een zevengatenzaag. De losse zaagbladen kunnen door middel van een bajonetsluiting in de houder worden geklikt. Als men een gat wil zagen plaatst men de zaag met de gewenste diameter in de houder. Als de exacte gewenste diameter er niet bij zit, is het nodig een iets kleiner gat te zagen en dat met ander gereedschap te vergroten.
- Gatenzagen met continu variabele diameter. Daarbij worden aan een boor of aan een schijf meerdere (meestal 1, 2 of 3) beiteltjes bevestigd, die allen op exact dezelfde afstand tot de centrale boor moeten staan. Voordeel van dergelijke gatenzagen is dat - binnen een bepaald bereik - gaten van elke diameter gezaagd kunnen worden; het nadeel is dat de constructie veel kwetsbaarder is.

## Trivia
- Een gatenzaag maakt niet alleen gaten maar ook ronde schijfjes met een gat precies in het midden. Hij kan dan ook goed worden gebruikt als zo'n schijfje gewenst is, bijvoorbeeld als wieltje voor speelgoed. Zo'n wieltje is ronder dan wat met een figuurzaag of decoupeerzaag haalbaar is.